# Blonde
Blonde je druhé studiové album amerického zpěváka a skladatele Franka Oceana, vydané 20. srpna 2016. Album je velmi uznávané pro svou experimentální strukturu, introspektivní texty a zvukové inovace.

## Styl ahudební prvky
Blonde se odklonilo od tradičního R&B směrem k minimalistickému a avantgardnímu zvuku, kombinující elektronické prvky, experimentální instrumentace a vrstvené vokály. Ocean na albu pracoval s mnoha producenty a umělci, včetně  Beyoncé, Kendricka Lamara a Pharrella Williamse.

## Témata
Album se zabývá tématy jako identita, sexualita, láska, ztráta, introspekce a hledání smyslu v moderním životě. Oceanovy texty jsou poetické a často vícevrstevné, což dává posluchači prostor pro různé interpretace.[zdroj⁠?!]

## Kritický ohlas
Blonde obdrželo nadšené recenze od kritiků[kdo?], kteří vyzdvihovali jeho emocionální hloubku, produkci a kreativní vizi. Album bylo také komerčně úspěšné a debutovalo na prvním místě v žebříčku Billboard 200.

## Zajímavosti
- Původně se mělo album jmenovat Boys Don’t Cry, ale těsně před vydáním byl název změněn na Blonde.
- Frank Ocean vydal tento projekt nezávisle, což mu umožnilo získat větší tvůrčí kontrolu a finanční nezávislost.
- Na albu nejsou tradiční singly, ale písně jako „Nikes,“ „Ivy“ a „Nights“ získaly obrovskou popularitu.